# Mathieu Smets
Mathieu Emile Charles Antoine Louise Smets (Overpelt, 3 juni 1904 – Roosteren, 5 mei 1974) was een burgemeester van de Nederlandse gemeente Roosteren.

## Loopbaan
Hij werd geboren in de Belgische provincie Limburg maar heeft in zijn jeugd in Kasteel Het Geudje in Ohé en Laak gewoond. Dat kasteel was toen al ongeveer twee eeuwen familiebezit. In Roermond bezocht hij de Rijks-HBS en daarna was hij volontair bij de gemeente Echt. In 1934 werd Smets burgemeester van Roosteren maar in 1941 nam hij ontslag. Kort na de bevrijding, in oktober 1944, keerde Smets terug en dit keer bleef hij tot zijn pensionering in 1969 aan als burgemeester van Roosteren. In 1974 overleed hij op 69-jarige leeftijd.